# Міністерство сільського господарства США
Міністерство сільського господарства США (англ. United States Department of Agriculture, USDA) — федеральний орган виконавчої влади США.
Засноване в 1889 році, бюджет міністерства становив у 2006 році 94 млрд доларів, чисельність співробітників — 106 тис. (2007). У функції міністерства входить здійснення політики в галузі сільського господарства і продовольства, включаючи продовольчу безпеку, розвиток сільських районів, фінансування наукових досліджень у сфері сільського господарства.